# Nicotiana
Genre
Nicotiana est un genre de plantes dicotylédones de la famille des Solanaceae. La composition de ce genre est discutée : il comprendrait de 65 à 100 espèces. Ce sont des plantes annuelles ou vivaces, des arbustes et des petits arbres originaires des régions tropicales, autrefois dénommés nicotianes. Ces plantes peuvent se révéler très toxiques.
L'espèce la plus connue et la plus importante sur le plan économique est Nicotiana tabacum, principale espèce cultivée pour la production du tabac. D'autres espèces sont cultivées en horticulture à des fins ornementales et certaines sont utilisées en tant que plantes modèles pour la recherche en biologie végétale.  

## Caractéristiques générales
Les espèces du genre Nicotiana sont des plantes herbacées :
- dicotylédones ;
- dialypétales, dialysépales ;
- aux feuilles composées avec de très longs pétioles ;
- aux pétales et sépales libres ;
- géophytes ;
- hermaphrodites ;
- actinomorphes.

## Liste des espèces
Selon GBIF (11 juin 2024) :
- Amphipleis fetida Raf.
- Nicotiana acaulis Speg.
- Nicotiana acuminata (Graham) Hook.
- Nicotiana acutifolia Walp.
- Nicotiana africana Merxm.
- Nicotiana alata Link & Otto
- Nicotiana ameghinoi A.St.-Hil., 1902
- Nicotiana ameghinoi Speg.
- Nicotiana amplexicaulis N.T.Burb.
- Nicotiana anisoloba Sweet ex Steud.
- Nicotiana arentsii Goodsp.
- Nicotiana attenuata Torr.
- Nicotiana attenuata Torr. ex S.Watson
- Nicotiana auriculata Bertol.
- Nicotiana auriculata C.Agardh ex Fisch., C.A.Mey. & Avé-Lall.
- Nicotiana azambujae L.B.Sm. & Downs
- Nicotiana benavidesii Goodsp.
- Nicotiana benthamiana Domin
- Nicotiana berteroana G.Don ex Dunal
- Nicotiana berteroana hort. ex G.Don, 1839
- Nicotiana bilybara M.W.Chase & Christenh.
- Nicotiana bonariensis Lehm.
- Nicotiana buccinans Larrañaga
- Nicotiana burbidgeae Symon
- Nicotiana caesia Suksd.
- Nicotiana californica Grabovetz.
- Nicotiana candelabra M.W.Chase & Christenh.
- Nicotiana capensis hort. ex Vill., 1863
- Nicotiana cavicola N.T.Burb.
- Nicotiana chinensis Fisch. ex Lam.
- Nicotiana clevelandii A.Gray
- Nicotiana commutata Fisch., C.A.Mey. & Avé-Lall.
- Nicotiana cordifolia Phil.
- Nicotiana corymbosa J.Rémy
- Nicotiana crispa Desf., 1804
- Nicotiana cutleri D' Arcy
- Nicotiana diversifolia Nees ex Dunal
- Nicotiana eastii Kostov
- Nicotiana excelsior (J.M.Black) J.M.Black
- Nicotiana exigua H.-M.Wheeler
- Nicotiana fatuhivensis F.Br.
- Nicotiana faucicola Conran & M.W.Chase
- Nicotiana forgetiana Hemsl.
- Nicotiana forgetiana Sander ex W.Watson
- Nicotiana forgetiana Sander, 1905
- Nicotiana forsteri Roem. & Schult.
- Nicotiana fragrans Hook.
- Nicotiana friesii Dammer, 1903
- Nicotiana frigida Phil.
- Nicotiana fruticosa Lour., 1790
- Nicotiana gandarela Augsten & Stehmann
- Nicotiana gascoynica M.W.Chase & Christenh.
- Nicotiana glauca Graham
- Nicotiana glutinosa L.
- Nicotiana goodspeedii Wheeler
- Nicotiana gossei Domin
- Nicotiana graciliflora A.Braun
- Nicotiana hesperis N.T.Burb.
- Nicotiana heterantha Symon & Kenneally
- Nicotiana hoskingii M.W.Chase, Palsson & Christenh.
- Nicotiana hybr
- Nicotiana ingulba J.M.Black
- Nicotiana insecticida M.W.Chase & Christenh.
- Nicotiana ipomopsiflora A.Gray
- Nicotiana irregularis Larrañaga
- Nicotiana karijini M.W.Chase & Christenh.
- Nicotiana kawakamii H.Ohashi
- Nicotiana kawakamii Y.Ohashi
- Nicotiana knightiana Goodsp.
- Nicotiana langsdorffii Schrank
- Nicotiana langsdorffii Weinm.
- Nicotiana linearis Phil.
- Nicotiana longibrateata Phil., 1891
- Nicotiana longicauda Duj.
- Nicotiana longiflora Cav.
- Nicotiana longiflora G.Benn., 1860
- Nicotiana maritima H.-M.Wheeler
- Nicotiana marylandica Schübl., 1852
- Nicotiana maxima Hoffmanns. ex Fisch., C.A.Mey. & Avé-Lall.
- Nicotiana megalosiphon Van Heurck & Müll.Arg.
- Nicotiana mendozensis Speg.
- Nicotiana miersii J.Rémy
- Nicotiana modesta Phil.
- Nicotiana monoschizocarpa (P.Horton) Symon & Lepschi
- Nicotiana murchisonica M.W.Chase & Christenh.
- Nicotiana mutabilis Stehmann & Semir
- Nicotiana nepalensis Link & Otto ex Loudon
- Nicotiana noctiflora Hook.
- Nicotiana notha M.W.Chase & Christenh.
- Nicotiana nudicaulis S.Watson
- Nicotiana obtusifolia M.Martens & Galeotti
- Nicotiana occidentalis H.-M.Wheeler
- Nicotiana occidentalis L.C.Wheeler
- Nicotiana otophora Griseb.
- Nicotiana paa Mart.Crov.
- Nicotiana paniculata L.
- Nicotiana parvula Phil.
- Nicotiana pauciflora J.Rémy
- Nicotiana paulineana Newbigin & P.M.Waterh.
- Nicotiana petunioides (Griseb.) Millán
- Nicotiana petunioides Anastasia
- Nicotiana picilla Anonymus
- Nicotiana pila M.W.Chase & Christenh.
- Nicotiana plumbaginiflora Viv.
- Nicotiana plumbaginifolia Viv.
- Nicotiana propinqua (Miers) Kuntze
- Nicotiana quadrivalvis Pursh
- Nicotiana raimondii J.F.Macbr.
- Nicotiana repanda Willd. ex Lehm.
- Nicotiana repanda Willd., 1818
- Nicotiana repens Larrañaga
- Nicotiana rosulata (S.Moore) Domin
- Nicotiana rotundifolia Lindl.
- Nicotiana rubra Mast.
- Nicotiana rupestris M.W.Chase & Christenh.
- Nicotiana rupicola Santilli, De Schrevel, Lavandero & Dandois
- Nicotiana rusbyi Britton, 1900
- Nicotiana rustica Comes
- Nicotiana rustica L.
- Nicotiana salina M.W.Chase, M.F.Fay & Christenh.
- Nicotiana sanguinea Link & Otto ex Loudon
- Nicotiana scopulorum M.W.Chase & Christenh.
- Nicotiana sellowii Link & Otto ex Steud.
- Nicotiana sessilifolia (P.Horton) M.W.Chase & Christenh.
- Nicotiana setchellii Goodsp.
- Nicotiana simulans N.T.Burb.
- Nicotiana solanifolia Walp.
- Nicotiana spegazzinii Millán
- Nicotiana stenocarpa H.-M.Wheeler
- Nicotiana stocktonii Brandegee
- Nicotiana suaveolens Lehm.
- Nicotiana sylvestris Speg.
- Nicotiana tabacum L.
- Nicotiana thyrsiflora Goodsp.
- Nicotiana tomentosa Ruiz & Pav.
- Nicotiana tomentosiformis Goodsp.
- Nicotiana truncata Symon
- Nicotiana tuberculata Larrañaga
- Nicotiana ulophylla Phil.
- Nicotiana umbratica N.T.Burb.
- Nicotiana undulata Ruiz & Pav.
- Nicotiana uspallabensis Phil.
- Nicotiana velutina H.-M.Wheeler
- Nicotiana velutina L.C.Wheeler
- Nicotiana vincaeflora Link
- Nicotiana walpa M.W.Chase, Dodsworth & Christenh.
- Nicotiana wigandioides C.Koch & Fintelm.
- Nicotiana wuttkei J.R.Clarkson & Symon
- Nicotiana yandinga M.W.Chase & Christenh.
- Nicotiana ×calyciflora Caille ex Comes
- Nicotiana ×edwardsonii S.R.Christie & D.W.Hall
- Nicotiana ×flindersiensis Nicholls
- Nicotiana ×mierata Krügel
- Nicotiana ×obtusiata Krügel
- Nicotiana ×sanderae W.Watson
- Nicotiana ×sanderi Mast.
- Nicotiana ×sanderi W.Watson, 1903
- Tabacus viscidue Moench
- Waddingtonia coquimbana Phil.

## Galerie

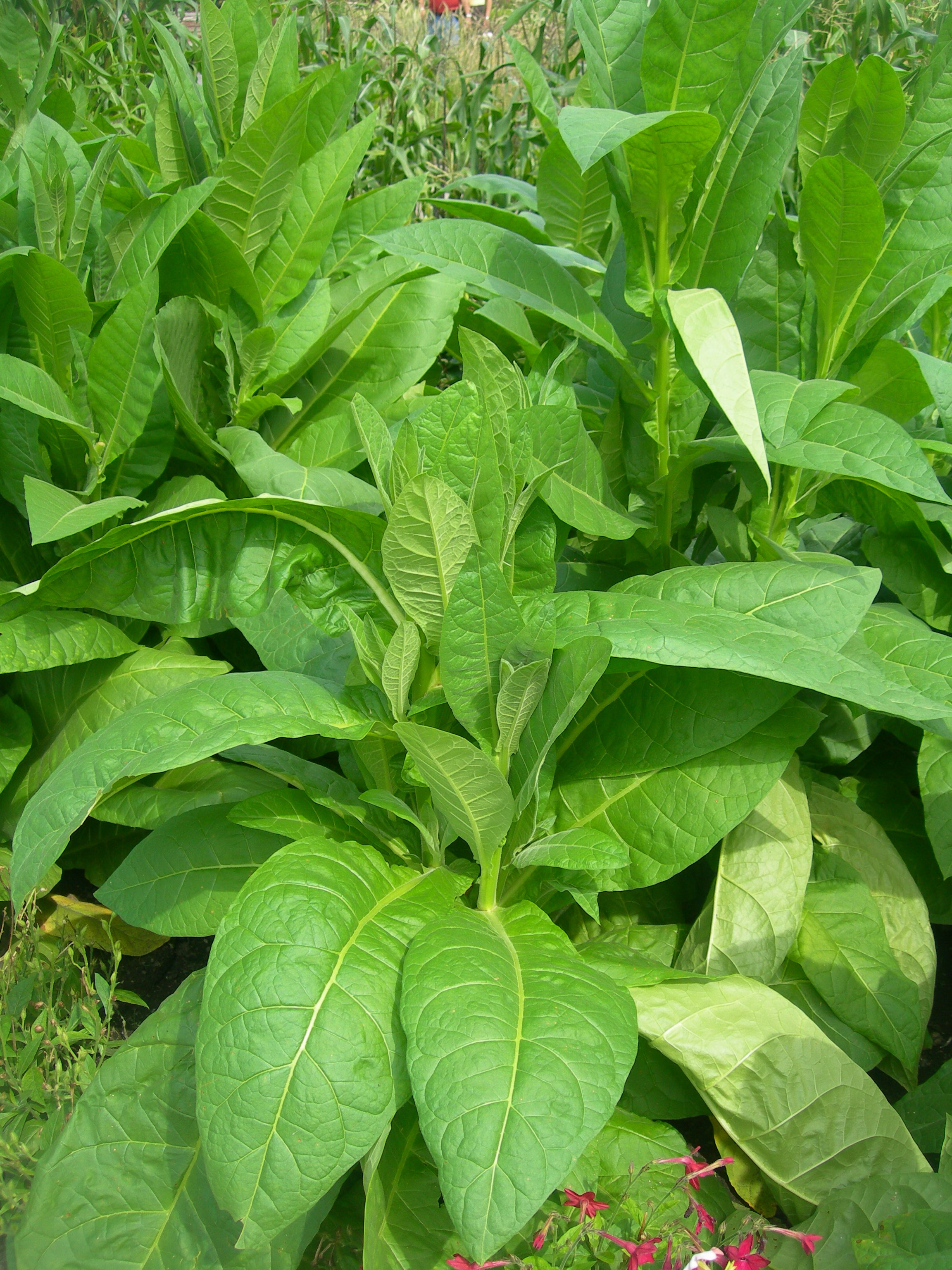
Tabac rustique (Nicotiana rustica)
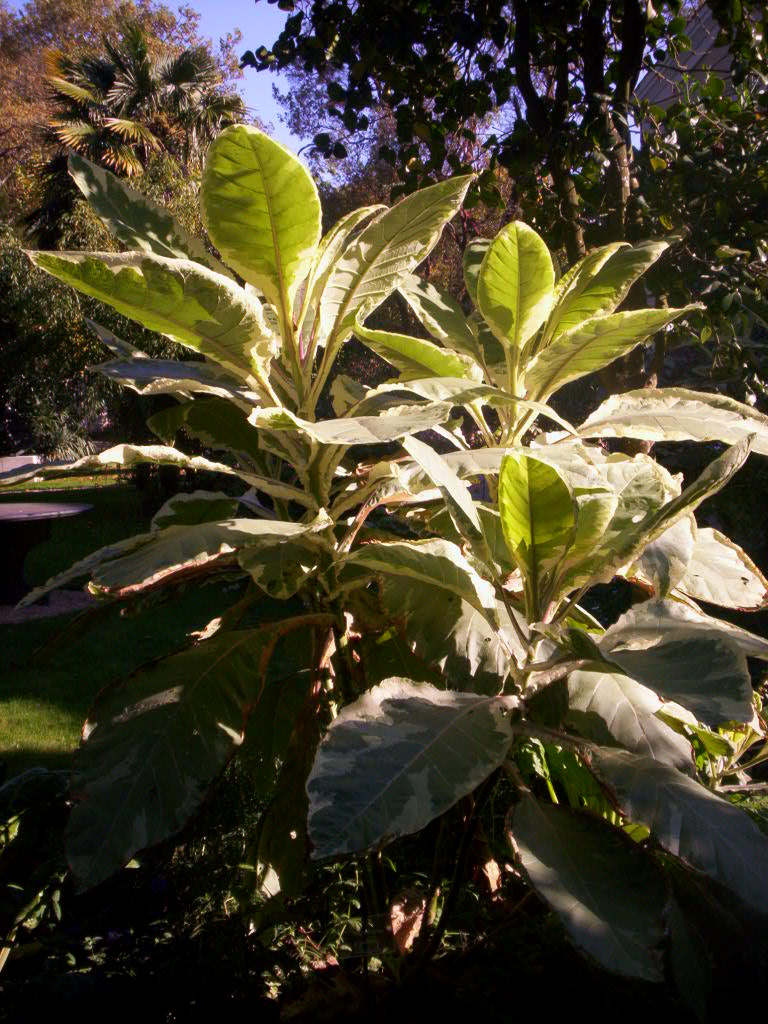
Nicotiana gigantea variegata

## Classification
Le nom correct complet (avec auteur) de ce taxon est Nicotiana L..
Ce taxon porte en français les noms vernaculaires ou normalisés suivants : Tabac, Nicotiane.
Nicotiana a pour synonymes :
- Amphipleis Raf.
- Blenocoes Raf.
- Dittostigma Phil.
- Eucapnia Raf.
- Langsdorfia Raf.
- Lehmannia Spreng.
- Merinthe Salisb.
- Nicotia Opiz
- Nicotidendron Griseb.
- Perieteris Raf.
- Polydiclis Miers
- Sairanthus G.Don
- Siphaulax Raf.
- Tabacum Gilib.
- Tabacus Moench
- Waddingtonia Phil.